# Sam Hall (Lied)
Sam Hall ist ein alter englischer Folksong.

## Geschichte
Text

Now my name is Samuel Hall,

Samuel Hall, Samuel Hall

Oh my name is Samuel Hall, Samuel Hall

Oh my name is Samuel Hall,

and I hate you one and all

You’re a bunch of mucker’s all

Blast your eyes.

You’re a bunch of mucker’s all

Blast your eyes.

Now I killed a man they said

So they said, so they said

Oh I killed a man they said

Yes they said

I killed a man they said

And I left him layin dead

Cause I bashed his bloody head

Blast his eyes.

Caused I bashed his bloody head

Blast his eyes.

Now they put me in the quad

In the quad, In the quad

Oh they put me in the quad, in the quad

Oh they put me in the quad

and they left me there by God

Fastened to a bloody chain rod

Blast there eyes.

Fastened to a bloody chain rod

Blast there eyes.

Now the preacher he did come

He did come, he did come

Oh the preacher he did come he did come

Oh the preacher he did come

And he looked so doggone glum

As he talked of Kingdom Come

Blast his eyes.

As he talked of Kingdom Come

Blast his eyes.

And the sheriff he come too

He come too, he come too

Oh the sheriff he come too he come too

Oh the sheriff he come too

With his yellow boys and blue

Sayin Sam I’ll see you through

Blast your eyes.

Sayin Sam I’ll see you through

Blast your eyes.

Oh it’s up the rope I go I go I go

It’s up the rope I go I go

Oh it’s up the rope I go

While you critters down below

Are sayin Sam I told you so

Blast your eyes.

Are sayin Sam I told you so

Blast your eyes.

Oh it’s swingin I must go

I must go I must go

It’s a swingin I must go, I must go

It’s a swingin I must go

Just because she loved him so

Just because she loved him so

Blast her eyes.

Just because she loved him so

Blast her eyes.

I must hang until I’m dead

Til I’m dead, Til I’m dead

I must hang until I’m dead

I must hang until dead

Caused I killed a man they said

And left him layin dead

Blast his eyes.

And left him layin dead

Blast his eyes.
Bis Mitte des 19. Jahrhunderts wurde das Lied Jack Hall genannt, nach einem verruchten englischen Dieb, der 1701 oder 1707 in Tyburn (England) wegen Einbruchsdiebstahl gehängt wurde. Nach Cecil J. Sharp wurde das Lied vor 1719 geschrieben, weil es eine Verweisung auf eine Melodie Schornsteinfeger gibt, die denselben Rhythmus wie Jack Halls Veröffentlichung in diesem Jahr hat. Die Melodie ist mit Admiral Benbow verbunden. Da Admiral John Benbow 1702 starb, wird angenommen, dass Jack Hall die frühere Melodie ist. Der Legende nach haben Jack Halls Eltern ihn für einen Guinea als Schornsteinfeger verkauft. Daher wird Sam oder Jack Hall auch oft in diesem Lied als chimney sweep also Schornsteinfeger benannt.
Durch die verschiedenen Epochen hinweg haben sich viele verschiedene Versionen entwickelt. Der humoristische Sänger C.W. Ross zum Beispiel änderte den Titel um ca. 1850 von Jack Hall zu Sam Hall. Es scheint ebenso, dass das Lied je nach dem Ort, wo es gesungen wurde, gewisse Unterschiede aufweist. Am auffallendsten ist dabei, dass der Ort der Hinrichtung stark variiert: einige singen, Sam Hall wurde in Tyburn hingerichtet, andere beschwören, es sei Cootehill gewesen. Bis heute ist nicht ganz sicher, ob es einige Schimpfwörter in der Originalversion gab. Verschiedene Versionen lassen Sam Hall seine Scharfrichter „muckers“, „Ficker“, „Sodomiten“, „Straßenräuber“, oder „Bastarde“ nennen. Eine vulgärere Variante ist ein fortdauerndes kulturelles Phänomen unter US-Luftwaffenpiloten geworden, bekannt als Sammy Small. Gecovert von Dos Gringos 2006 auf ihrem Album 2 ist der Text seit dem Vietnamkrieg unverändert. Um die Verwirrung um das Lied komplett zu machen, wird das Sam Hall auch oft in Verbindung mit dem Folk Song Captain Kid oder Robert Kidd in Verbindung gebracht, da William Kidd im gleichen Jahr exekutiert wurde und auch die Metrik und der Stil sich stark ähneln. Welcher jedoch zuerst entstand, ist unklar. Ähnlichkeiten weist auch das Lied Ye Jacobites By Name auf.

## Interpreten
- Eric Owens singt eine Version auf dem Album Res gestae.
- Johnny Cash singt das Lied auf Sings the Ballads of the True West (1965) und American IV: The Man Comes Around (2002). Die 2002er Version wurde häufig durch die Band Flogging Molly als Einleitung für ihre Konzerte verwendet.
- Frank Tovey singt das Lied auf seinem Album Tyranny & the Hired Hand.
- Die Dubliners veröffentlichten eine Version.
- Steeleye Span schloss das Lied (als Jack Hall) auf dem Album Tempted and Tried 1989 ein, und veröffentlichte es auch als Single 1990.
- Der schwedisch-niederländische Troubadour Cornelis Vreeswijk machte eine schwedische Übersetzung, genannt Mördar-Anders auf seinem Album Visor och oförskämdheter (Balladen und Beleidigungen, 1965), das auch Brev FrÅn Kolonien (Brief aus den Kolonien) enthielt, eine lose Übersetzung von Allan Shermans Hello Muddah, Hello Fadduh.
- Swill (auch Mitglied von The Men They Couldn’t Hang) und die Swaggerband veröffentlichten eine Version des Liedes auf ihrem 2006 erschienenen Album Doh, Ray, ME,ME,ME,me, me mit Cootehill als Ort der Hinrichtung.
- Josh White veröffentlichte eine Version des Liedes.
- Black 47 haben eine Version dieses Liedes auf ihrem Album Green Suede Shoes, das 1996 veröffentlicht wurde.
- Nick Oliveri And The Mondo Generator nahmen das Lied als verborgenen Track auf dem 2006 Album Dead Planet: SonicSlowMotionTrails auf.
- Poor Angus, eine kanadische Keltik- und Volksband, singt eine Version von Sam Hall auf ihrem gleichnamigen Album.
- Rocky Creek, eine Dayton Ohio Celtic Bluegrass Band spielt eine Version auf Our Celtic Beginnings durch.
- The Dregs, eine Band am Renaissancefest von Minnesota, spielt den Song auf ihrer CD Thank You Sir, May I Have Another?
- Lynn Riggs schloss es in seinem 1931 Spiel Green Grow the Lilacs ein, das später mit neuen Liedern als der Rogers und das Hammerstein musikalische Oklahoma angepasst würde,
- Die deutsche Folkrockband Mahones spielt das Lied auf ihrem Album T.A.F.K.A.H.I.M., veröffentlicht 1997.
- Der französische Sänger Alain Bashung benutzt eine französische Trommel bei der Bassversion dieses Liedes in seinem 1997 veröffentlichten Album fantaisie militaire. Das Lied wird Samuel Hall genannt und wird von Olivier Cadiot und Rodolphe Burger geschrieben.
- Die selbsterklärte „Steamcrunk“-Band Walter Sickert & The Army of Broken Toys haben eine Version dieses Liedes auf ihrem Album Steamship Killers, das 2010 veröffentlicht wurde.
- Tex Ritter hat eine Version des Liedes auf dem Album Blood on the Saddle.
- Richard Thompson spielt es live als eine Wiederholung auf seiner CD 1000 Years of Popular Music.
- The Pilgrims veröffentlichten eine Version dieses Liedes auf ihrem Album Here To Stay.
- Oscar Brand spielt das Lied auf Bawdy Songs and Backroom Ballads (vol.1, 1955). Im Konzert, z. B. Le Hibou Kaffeehaus, Ottawa, 1966, verwendete Brand folgende Worte: „… My name is Samuel Hall, and I hate you one and all, You’re a bunch of fuckers all, Goddamn your eyes, Son of a bitch, Shit.“ Wenn eine junge Person eintreten würde, würde Brand dies zu „… Gall darn his eyes, Son of a Gun, Shucks.“ („Mein Name ist Samuel Hall, und ich hasse Sie alle miteinander, Sie sind ein Bündel von Fickern alle, Fluch Ihre Augen, Sohn eines Weibchens, Scheiße.“ bzw. „Galle-Gestopfte seine Augen, Sohn einer Pistole, Hülsen“) verändern.

## Verwendung

### Film und Radio
- Das Lied war das Hauptmusikthema des 1956 erschienenen Films Noch heute sollst du hängen von Charles Hall, mit John Agar, Mamie Van Doren und Richard Boone als Sam Hall in den Hauptrollen, es wird von Terry Gilkyson gesungen.
- Carl Sandburg, Dichter und Biograph von Lincoln, notierte es zweimal 1964 als Sam Hall und Galgen-Lied.
- Clint Eastwood rezitiert es im Film Ein Fressen für die Geier.
- Einer der Hauptcharaktere in der norwegischen Komikreihe Malkiel angepasst wird an Sam Hall angelehnt.
- Sam Hall wird in einer Radioproduktion der BBC Der Weiteren Abenteuer von Sherlock Holmes verwendet: The Remarkable Performance of Mr. Merridew, in der Herr Merridew ein Varietéschauspieler ist, der, im Charakter von Samuel Hall, einen Mord und seinen Widerstand gegen die Öffentlichkeit bekennt, eine Original-Novelle von Bert Coules.
- Das Lied wird von Sam Shepard in der Rolle des Butch Cassidy im Film Blackthorn gesungen.
- Tex Ritter singt das Lied in seinem ersten Film Song of the Gringo (1936).